# Los Hermanos Rosario
Los Hermanos Rosario, ook bekend als Los Dueños del Swing, is een Dominicaanse merengueband, opgericht door de broers Toño, Pepe, Rafa en Luis Rosario.

## Geschiedenis
Los Hermanos Rosario is een merengueband opgericht op 1 mei 1978 in Salvaleón de Higüey, een stad in het uiterste oosten van de Dominicaanse Republiek. Op deze datum maakten de zeven broers hun debuut in opdracht van de stad Salvaleón de Higüey in een act waar de Dag van de Arbeid werd gevierd.
Aanvankelijk ontplooiden ze hun activiteiten in hun geboortestad en in enkele steden in het oosten van het land. Een belangrijke stap in deze fase was de periode waarin ze werden ingehuurd door de maestro Chiquitín Payán voor entertainment in het Hotel Romana in Casa de Campo.
In 1980 besloten Los Hermanos Rosario om naar de hoofdstad te verhuizen als gevolg van hun succes van hun eerste single getiteld María Guayando. Hierna lanceerden ze hun eerste album met hits als Las Locas (die de eerste plaats innam in alle hitparades), María Guayando, Vengo Acabando en Bonifacio (in de volksmond bekend als El Lápiz).
De eerste internationale tournee van de groep vond plaats in de Verenigde Staten van 23 april tot 18 mei 1983. Tijdens deze tournee moesten Los Hermanos Rosario afscheid nemen van Pepe Rosario, één van de oudere broers, muzikaal leider en pianist van de groep, die kort daarvoor was vermoord. Deze situatie dwong de groep om hun activiteiten voor lange tijd te staken.
Na het onherstelbare verlies van hun broer, mentor en gids, wist de groep zich te positioneren aan de top van de Dominicaanse muziekwereld. In 1987 brengen ze een nieuw album uit getiteld Acabando dat hits bevat zoals Borrón y Cuenta Nueva, Adolescente en La Luna Coqueta.
Een succesvolle carrière begint en Los Hermanos Rosario blijft stijgen in populariteit. Muzikale producties zoals Otra Vez, Fuera de Serie en Insuperables, wijden deze muzikale groep in als het meest populaire orkest in de Dominicaanse Republiek, met nummers zoals Rubia de Fuego, Ingrata, Mi Tonto Amor, Bomba, Cumandé, Loquito Por Ti, Dime, Esa Morena, Bríndame Una Copa, Desde Que la Ví, Mil Horas en Pecadora, de laatste opgenomen in de soundtrack van de film Tacones lejanos van de prominente Spaanse regisseur Pedro Almodóvar.
Toño Rosario verliet de band in 1990 en begon een solocarrière. Tot zijn bekendste hits behoort het nummer Morena Ven.
Na deze successen brachten Los Hermanos Rosario hun productie Los Mundialmente Sabrosos uit in 1993. Het eerste promotiestuk van dit album Amor, Amor bereikte de eerste plaats in de tropische hitlijsten van de Verenigde Staten, Puerto Rico, Santo Domingo, Centraal-Amerika, Venezuela en Colombia. Met dit nummer wisten ze voor het eerst een plaats te bemachtigen in het prestigieuze Billboard Magazine. Met het tweede nummer van deze productie, getiteld Morena Ven, werd Los Hermanos Rosario de eerste groep binnen het merengue-genre die de top 10 van Billboard Magazine bereikte (een prestatie die alleen Juan Luis Guerra heeft geleverd). Dit nummer consolideert Los Hermanos Rosario als het meest populaire Dominicaanse orkest in het buitenland. El Desdichado, Ay, Que Mujer, Esclavo de Tu Amor en Buena Suerte waren ook hits in deze productie.
In 1995 brachten Los Hermanos Rosario het meest succesvolle album uit hun carrière tot nu toe uit, Los Dueños del Swing. Dit album, met de hit La Dueña del Swing, stond bovenaan alle Latin-hitlijsten. Dit album werd bekroond door het prestigieuze Billboard Magazine als Tropical Music Album of the Year en La Dueña del Swing werd één van de meest verspreide merengues in de geschiedenis, een verplichte referentie in alle Latin muziekclubs over de hele wereld. Samen met La Dueña del Swing werd het nummer Un Día en Nueva York een hit, net als La Cleptómana, Video Clip, Caramelo, Las Mujeres Calientes, Oleila, Ay, Que Soledad en Mujer Prohibida.
Na Los Dueños del Swing bracht Los Hermanos Rosario de albums Y es Fácil! (1997), Bomba 2000 (1999) en Swing a domicilio (2002) uit, waarmee ze een traject van onstuitbare successen voortzetten met nummers die ware muzikale successen zijn geworden zoals El Rompecintura, El Fin de Semana, Siento, Ya Me Liberé, A Tu Recuerdo en A Mi Me Gusta.
Gouden, platina en dubbel platina records voor hun producties Otra Vez, Fuera de Serie, Insuperables, Los Mundialmente Sabrosos, Los Dueños del Swing, Y es Fácil bevestigen de positionering van Los Hermanos Rosario als een van de merenguegroepen met de hoogste verkoopcijfers. Dat is de reden waarom de Recording Industry Association of America hen een erkenning gaf voor de gecertificeerde verkoop van hun producties Los Mundialmente Sabrosos, Los Dueños del Swing en Y es Fácil.
Tijdens hun carrière hebben Los Hermanos Rosario hun muziek door heel Latijns-Amerika en Europa gebracht. Carnegie Hall, Madison Square Garden, Lincoln Center, Radio City Music Hall, El Poliedro de Venezuela, Festival Latinoamericano de Milán, Festival de Roma, Londen, Madrid, Amsterdam, Brussel, Zürich, Berlijn zijn slechts enkele van de plaatsen en hoofdsteden van de wereld waar Los Hermanos Rosario hebben opgetreden. In Colombia zijn ze meerdere malen bekroond met de beroemde Congos de Oro de los Carnavales de Barranquilla, waarbij ze een keer de Super Congo de Oro wonnen.
In Puerto Rico werd hun muziek populair en een inspiratiebron voor vele merengue zangers, die in Los Hermanos Rosario de motivatie vonden om hun carrière verder te ontwikkelen. Op het Carnival van Las Palmas (Canarische Eilanden) werd er samen met Andy Montañez een record gevestigd van de meeste mensen op het podium tijdens deze carnavals, dat werd gecertificeerd door het Guinness Book of Records.
Na een onvrijwillige terugtrekking uit de opnamestudio's als gevolg van een juridisch geschil met hun voormalige platenlabel Karen Records, waardoor ze al 5 jaar zonder nieuw album zaten, zijn Los Hermanos Rosario weer opgestaan met hun nieuwste muzikale productie getiteld Aura. Deze release wordt gedistribueerd onder het J & N Records label, met distributie voor de Verenigde Staten en Puerto Rico verzorgd door Sony BMG Music Entertainment.

## Discografie

### Albums
- Vol. 1 (1983)
- Vol. 2 (1984)
- Vol. 3 (1985)
- Acabando (1987)
- Otra Vez (1988)
- Bomba Mi Hermano (1988)
- Fuera De Serie (1990)
- Insuperables (1991)
- Los Mundialmente Sabrosos (1992)
- Los Dueños del Swing (1995)
- Y Es Facil (1997)
- Bomba 2000 (1999)
- Swing a Domicilio (2002)
- Aura (2007)

## Bezetting
- Rafa Rosario
- Luis Rosario
- Tony Rosario

Voormalig:
- Francis Rosario
- Pepe Rosario (overleden in 1983)
- Rossy Rosario
- Toño Rosario (band verlaten in 1990)